# Parioglossus verticalis
Parioglossus verticalis är en fiskart som beskrevs av Rennis och Hoese, 1985. Parioglossus verticalis ingår i släktet Parioglossus och familjen Ptereleotridae. Inga underarter finns listade i Catalogue of Life.